# Caudron C.714
Il Caudron C.714 "Cyclone", chiamato anche Caudron-Renault CR.714, fu un aereo da caccia monoplano ad ala bassa di costruzione prevalentemente lignea sviluppato dalla francese Société des avions Caudron, all'epoca controllata dalla Renault, verso la fine degli anni 1930. Fu l'unico velivolo ad entrare in produzione, seppure in quantità limitata, di una serie di caccia iniziata con il C.710 del 1936 e terminata con il C.770 del 1940.

## Storia del progetto

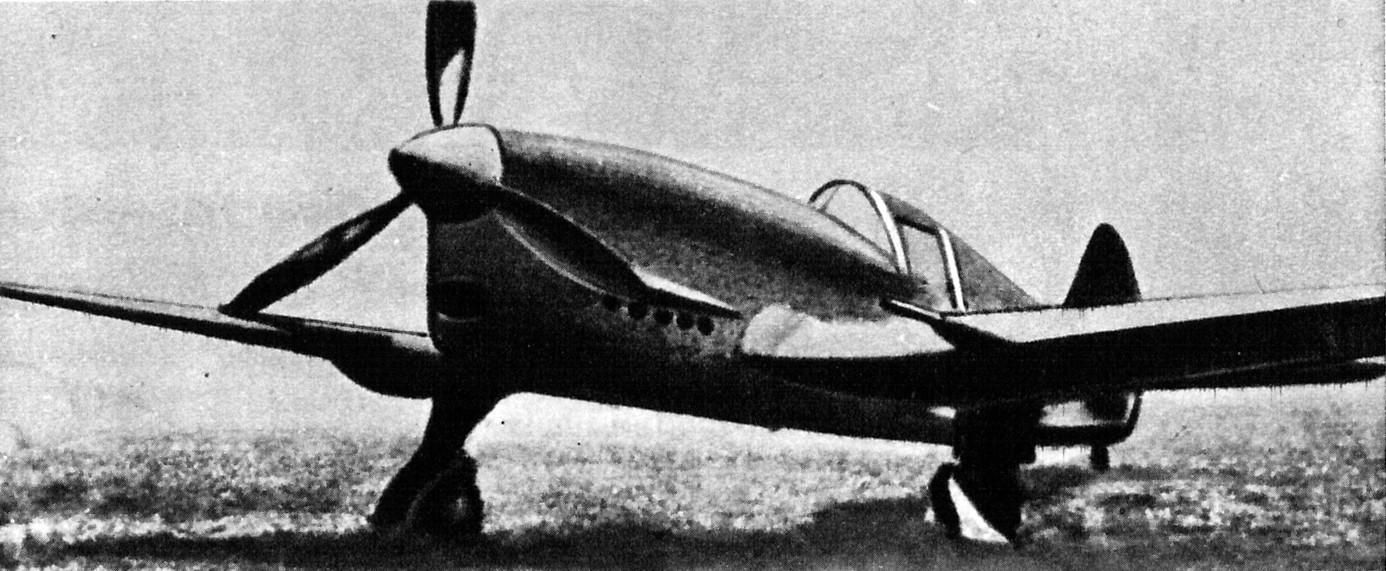
Caudron C.713

Come avvenne anche in Italia per il SAI Ambrosini 107, si pensò di sviluppare un aereo da caccia semplice ed efficiente ottenendolo con facilità da un aereo da competizione preesistente, in questo caso il C.561, un prototipo di piccole dimensioni ideato per partecipare alle gare di Parigi del 1936. Il primo derivato della serie fu quindi il C.710, che volò la prima volta il 18 luglio 1936, dotato del motore 12R-01 appositamente progettato dalla Renault e che fu considerato un buon punto di partenza, pur non soddisfacendo pienamente le aspettative. L'aereo fu poi dotato di armamento ed andò perduto per un incidente nel 1938. Da questo, dopo il C.711, mai realizzato, ed il C.712R, che volò nel dicembre 1936, entrambi aerei da competizione, fu estrapolato il C.713, dotato finalmente di carrello d'atterraggio retrattile e di un impennaggio ridisegnato più moderno, che volò nel dicembre 1937. La versione definitiva entrata in produzione fu il C.714, che, oltre ad una nuova versione potenziata del motore denominata 12R-03, portava diverse modifiche ed irrobustimenti rispetto al predecessore e l'installazione dell'armamento, alloggiato in ispessimenti sotto l'ala in quanto troppo ingombrante per il profilo sottile scelto, retaggio dell'aereo da competizione da cui discendeva. L'aereo presentava struttura ed ala completamente lignee, mentre la fusoliera era rivestita in lamiera metallica, ma non era previsto alcun tipo di corazzatura o protezione.
Il prototipo del C.714 volò il 6 luglio 1938, pilotato da Raymond Delmotte e venne valutato tra il settembre e l'ottobre 1938, impressionando per la velocità ottenuta, pur con un motore di bassa potenza, e per il costo contenuto, ne fu quindi ordinata la costruzione di 100 esemplari, che cominciò nell'estate 1939 nella fabbrica Renault di Point-du-Jour, alla periferia di Parigi. Una volta consegnati i primi esemplari, le prestazioni, specialmente la velocità di salita, furono giudicate però insufficienti rispetto agli altri caccia dell'epoca, per cui venne deciso di interrompere la produzione con il novantesimo esemplare nel febbraio 1940. Altre fonti riportano invece solo 83 esemplari costruiti. Anche una prevista versione biposto, denominata C.720, non entrò in produzione.

## Impiego operativo

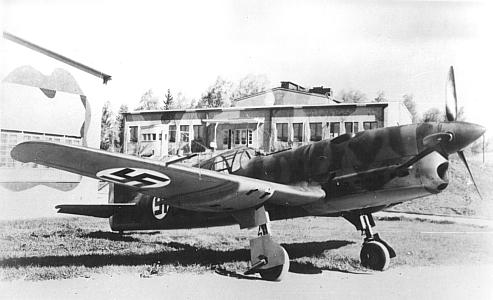
Un C.714 con le insegne finlandesi.

Delusa dal risultato, l'Armée de l'air decise di rivendere almeno cinquanta, o secondo altre fonti 77, di questi aerei alla Finlandia, già impegnata nella Guerra d'Inverno contro l'Unione Sovietica ed alla ricerca di nuovi aerei in tutta Europa. Di questi, però solo sei vennero consegnati prima che i commerci tra i due paesi avessero fine. I finlandesi giudicarono i velivoli assolutamente non rispondenti alle loro necessità ed al loro clima, per cui li utilizzarono esclusivamente per compiti di seconda linea durante il resto della guerra. L'ultimo esemplare venne dismesso nel 1949.
Parte degli aerei rimasti, sembra in tutto 34, venne utilizzata per equipaggiare un reparto composto da piloti fuggiti dalla Polonia dopo l'occupazione tedesca, il Groupe de Chasse I/145 "Varsovie", destinato ad operare nella zona di Rouen e Dreux. I velivoli portavano, oltre alle coccarde ed alle insegne francesi, anche quella polacca in fusoliera. Le operazioni cominciarono nel maggio 1940, ma subito i piloti si resero conto che questi aerei erano troppo inferiori a quelli nemici, per cui ne venne ordinata la dismissione. Non essendoci rimpiazzi, i polacchi continuarono comunque a volare con questi aerei, ottenendo prima della fine delle ostilità nove vittorie al prezzo di cinque piloti uccisi, tra cui il comandante del Groupe Józef Képinski, ed un totale di 24 aerei perduti in combattimento, distrutti al suolo o persi in altro modo. Prima dell'occupazione tedesca, i velivoli superstiti vennero resi inutilizzabili.
Sembra che qualche ulteriore velivolo rimasto venne comunque brevemente utilizzato dai tedeschi quale aereo da addestramento. Nessuno di questi risulta invece essere stato utilizzato dalla Repubblica di Vichy.

## Ulteriori sviluppi
Nel 1938, quando già era in corso di sviluppo il C.714, venne fatta richiesta di un caccia leggero economico da approntarsi in tempi brevi e di caratteristiche di volo più spinte. Alla Caudron si pensò di realizzare un derivato leggermente ingrandito del C.714, dotato del più potente motore italiano Isotta Fraschini Delta, di cui furono acquistati alcuni esemplari dalla Renault oltre alla relativa licenza di costruzione. Fu deciso anche di cambiare completamente la struttura portante della fusoliera, che diventava ora in tubi di acciaio anziché in legno, con la fusoliera rivestita di duralluminio, mentre l'ala rimaneva del materiale precedente. L'armamento venne portato a tre mitragliatrici per ogni ala, sempre con la stessa conformazione del caccia da cui derivava. L'aereo, inizialmente denominato C.715 durante la fase progettuale, ricevette poi la denominazione definitiva di C.760 ed effettuò il primo volo all'inizio del 1940, con l'assistenza di Arturo Ferrarin, inviato come consulente dall'Isotta Fraschini. Il C.760 dimostrò subito buone qualità velocistiche, raggiungendo i 570 km/h, ed i due prototipi furono intensamente provati dimostrando anche una buona maneggevolezza e facilità di manutenzione.
Fu deciso tuttavia dai vertici della Renault di non proseguire con la produzione del motore italiano e di affidarsi invece ad un motore nazionale di maggiore potenza, che venne affrettatamente progettato e costruito, derivato da quello utilizzato dal C.714 e denominato Renault 626, dotato di sedici cilindri sempre raffreddati ad aria. Il terzo prototipo del C.760 venne quindi modificato montando il nuovo motore, più lungo del precedente, e ricevendo la denominazione di C.770. Nel corso dell'unico volo del velivolo, avvenuto nel maggio 1940, il motore si ruppe irrimediabilmente, ma il pilota collaudatore Delmotte riuscì a riportarlo a terra senza danni. Non ci fu il tempo di allestire un secondo motore funzionante prima della fine delle ostilità, per cui i prototipi dei C.760 e C.770 vennero distrutti all'arrivo dei tedeschi.
Era stato previsto un ulteriore sviluppo del C.714, dotato di un nuovo motore ed armato di cannoncini denominato C.780, ma non fece in tempo a superare lo stadio di progetto.

## Esemplari attualmente esistenti

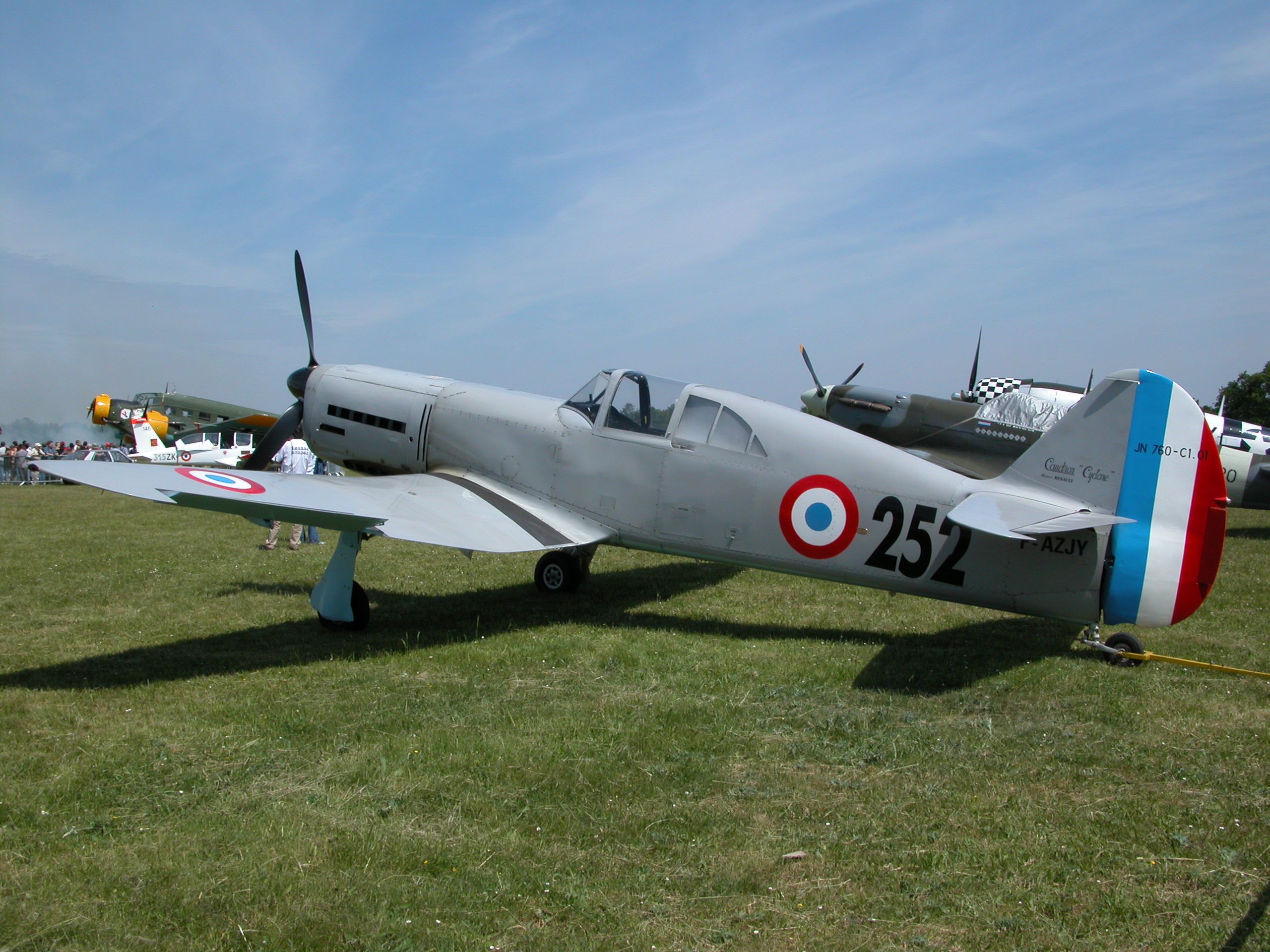
La replica del C.760.

All'agosto 2015 sono due gli esemplari sopravvissuti, conosciuti ed esposti in strutture museali, entrambi esemplari ex Suomen ilmavoimat ed entrambi incompleti.
Un primo esemplare recante immatricolazione militare CA 556, ultimo velivolo consegnato e utilizzato dalla Suomen ilmavoimat, viene ora conservato nel Museo aeronautico del Päijät-Häme situato ad Asikkala.
Il secondo esemplare, privo di motore e delle apparecchiature della cabina di pilotaggio, di proprietà del Sotamuseo, il museo nazionale della storia militare finlandese di Helsinki, è stato trasferito con la formula del prestito a lungo termine in Polonia dove è esposto da maggio 2015 al Museo dell'aviazione polacca di Cracovia, Polonia. Il restauro del velivolo, la cui cellula risulta ancora in buone condizioni, è stato concluso grazie alla collaborazione del personale del museo polacco e del Keski-Suomen Ilmailumuseo, il principale museo aeronautico finlandese.
Partendo dai piani originali, negli anni 2000 è stata realizzata una replica volante del C.760, dotata tuttavia di un diverso motore più moderno, in quanto non sono più disponibili esemplari di quello originale. Basata a Chavenay, ha partecipato ad alcuni eventi aeronautici.

## Utilizzatori
Francia
- Armée de l'air

 Finlandia
- Suomen ilmavoimat

 Germania
- Luftwaffe (presunto)

## Velivoli comparabili
- SAI Ambrosini 207
- SAI Ambrosini 403